# オッペンハイマー 「原爆の父」と呼ばれた男の栄光と悲劇
『オッペンハイマー 「原爆の父」と呼ばれた男の栄光と悲劇』（オッペンハイマー げんばくのちちとよばれたおとこのえいこうとひげき、American Prometheus: The Triumph and Tragedy of J. Robert Oppenheimer）は、2005年出版の伝記本である。史上初めて核兵器を開発したマンハッタン計画の指導者の理論物理学者のJ・ロバート・オッペンハイマーを題材としており、カイ・バードとマーティン・J・シャーウィンが25年をかけて執筆した。2006年のピューリッツァー賞伝記部門を受賞した。
本書ではオッペンハイマーが「原子爆弾の父」としてマンハッタン計画の責任者として名声を得るまでの軌跡と、マッカーシー時代の保安聴聞会による失脚が描かれている。本書ではオッペンハイマーを失脚させようとしたルイス・ストローズとFBIの試みが描写されている。原爆は決定的な転換点であり、科学と戦時兵器の重要な出会いとみなされている。これによりオッペンハイマーは重要な歴史的人物であり、原爆の倫理と原子力に関する政治的言説の象徴となる。本書ではマンハッタン計画の内外におけるオッペンハイマーの人生の様々な要素が掘り下げられており、彼の生い立ち、野心、思想、政治活動、結婚、他の女性や物理学者との関係、原爆に関する懸念、複雑性、欠点なども論じられている。
本書はクリストファー・ノーラン監督の2023年の伝記映画『オッペンハイマー』にインスピレーションを与え、キリアン・マーフィーがオッペンハイマーを演じた。

## 内容
本書はオッペンハイマーの人生の様々なステージを全5部構成で記し、さらにプロローグとエピローグがついている。

### プロローグ
プロローグではオッペンハイマーの葬儀について描写され、オッペンハイマーの生涯を勝利と悲劇、謎、複雑性、人情、祖国への愛に満ちたものとして論じている。プロローグで本書がオッペンハイマーの生涯を理解する試みであると説明されている。

### 第I部
第I部はオッペンハイマーの幼少期と倫理文化学園とハーバード大学での初期の教育の軌跡から始まり、オッペンハイマーの早熟な学力、アメリカ合衆国南西部の自然への愛、物理学への情熱が描かれている。オッペンハイマーは子供時代について、「子供時代の私の生活は、世界に溢れる残酷で苦しい事に対する準備とはならなかった」とコメントしている。
著者たちはケンブリッジ大学でのオッペンハイマーの精神的危機、ゲッティンゲンでの彼の理論物理学者としての学問的繁栄、カリフォルニア大学バークレー校での論理物理学プログラムの創設者としての役割について記している。様々な分野に精通するオッペンハイマーは崇拝の対象となり、科学者としての国際的な名声を確立し、ヒンドゥー教経典を含む人文学や文学にも興味を抱き始める。

### 第II部
バークレー校教授時代のオッペンハイマーは大学院生のジーン・タトロックと濃密な交際を開始し、社会的・政治的活動への新たな関心を抱いた。世界恐慌の中、オッペンハイマーは失業者や出稼ぎ農民に関心を寄せ、その後はアメリカ共産党（CPUSA）を通してスペイン救済のための寄付を行い、ナチス・ドイツからの難民に資金を提供した。バークレー校時代のオッペンハイマーは自宅で労働組合の集会を開き、左翼活動に関わる学生たちのインナーサークルを維持した。オッペンハイマーの弟のフランクはロバートの反対を押し切って共産党に入党した。
オッペンハイマーの活動主義にもかかわらず、共産党との正確な関係は不明なままであると本書は指摘している。ハーコン・シュバリエのような友人や仲間の報告やFBIの録音記録は単に彼を同伴者とみなしていた。オッペンハイマーは正式に党員証を持ったことはなく、後に党員になったこと自体も否定し、党との交流は「非常に短く、非常に濃かった」と述べた。
核分裂研究の新たな進展とアメリカの参戦に伴い、オッペンハイマーは組合組織から離れ、共産主義者の友人と距離を置いた。彼はそうしなければ政府が核分裂研のプロジェクトに取り組むことを許可しないと考えていた。オッペンハイマーはたとえ爆弾が大気に引火する可能性があったとしても、ナチスよりも先に爆弾を手に入れることが不可欠であると確信していた。軍のセキュリティ・クリアランスを持っていないにもかかわらず、彼は極秘研究「ウラン委員会」の重要な知的指導者となった。
レズリー・グローヴスは最初の核爆弾を開発するマンハッタン計画の指導者に抜擢された。オッペンハイマーに感銘を受けたクローヴスは、オッペンハイマーは非現実的であるという大反対を押し切って彼を放射線研究所の所長に任命した。
第II部は後にシュバリエ事件と呼ばれることとなる一件が描かれて終わる。

### 第III部
ロスアラモスでオッペンハイマーはマンハッタン計画の科学責任者となり、カリスマ的で有能、組織的管理者、そして愛国的指導者へと変貌を遂げた。本書では厳重な警備、過剰な秘密主義、絶え間ない軍の監視がいかにオッペンハイマーや他の科学者に負担をかけていたかを浮き彫りにしている。そのような状況にもかかわらずオッペンハイマーはジーン・タトロックと数回密会した。その後オッペンハイマーは関係を絶ち、タトロックは自殺した。 
オッペンハイマーは部下たちから疑惑の目を向けられつつも最終的に機密保持資格を取得したが、その直後にシュバリエ事件について当局に話した。クローヴスはオッペンハイマーを信じ、彼には安全保障上の脅威はなかったと主張したが、後の聴聞会での重要な問題へと繋がった。バードとシャーウィンは、オッペンハイマーはアメリカに対する不変の忠誠心よりも、科学者としての信頼性とプロジェクトの成功に全力を注いでいたと論じている。
ニールス・ボーアは原爆の影響について議論するためにロスアラモスに来た。彼は戦後のロシアとの核軍拡競争を回避するための国際協調を唱え、後にオッペンハイマーもこれを推進することとなる。とある学生は、「ボーアは神、オッピーはその予言者だった」と述べた。ロスアラモスの科学者たちは「ガジェット」こと原子爆弾の道徳的、政治的影響についての議論を続けた。
ナチスの敗戦後、オッペンハイマーの同僚たちは原爆の意義を疑い始め、警告無しに原爆を使用するか、あるいは日本に向けて原爆のデモンストレーションを行うかについて議論した。オッペンハイマーは原爆がすべての戦争を終わらせるだろうと考え、原爆の即時使用を支持した。バードとシャーウィンは、オッペンハイマーは日本による降伏交渉を知らなかったと主張している。
本書では、原子爆弾の物理的な製造におけるオッペンハイマーの影響力、存在感について述べられている。原爆開発に関するいくつかの困難の後、オッペンハイマーは爆縮型のプルトニウム爆弾を推し進めた。第III部は史上初の核爆弾のトリニティ実験が詳述されて締めくくられる。

### 第IV部
第IV部ではトリニティ実験後の出来事について綴られている。オッペンハイマーは日本が標的となる可能性を認識しており、広島及び長崎への原子爆弾投下を効果的に行う上での重要な役割を果たす。著者たちは爆撃と核兵器の影響についてのオッペンハイマーの深刻な懸念を詳述している。オッペンハイマーは後にトルーマン大統領に「私の手が血で汚れているように感じます」と語ったが、この発言は大統領が彼を遠ざける原因となった。
原爆の父とみなされたオッペンハイマーはセレブリティ、アイコン、そして今やアメリカ政治に影響力を持つ科学者・為政者となった。オッペンハイマーは原爆の使用によりロシアとの核軍拡競争が防がれることを期待していた。彼は核兵器とエネルギーに対する透明性の高い国際規制を求めたが、やがてロシアとアメリカの明白なイデオロギーの違いから、アメリカの核兵器を拡散させるためのより保守的な防衛姿勢を支持した。
オッペンハイマーは原子力委員会（AEC）の一般諮問委員会（GAC）の議長として、スーパー(水素爆弾）の製造の加速に反対した。政府が原爆開発を推進することを決定したにもかかわらず、オッペンハイマーは議長職を続けつつ原爆の批判者の立場をとった。
政治的影響力が大きくなったことにより、J・エドガー・フーヴァー率いるFBIによる監視が強化され、オッペンハイマーと共産主義者との関係の捜査が進んだ。オッペンハイマーは下院非米活動委員会（HUAC）での証言を求められ、元学生たちの共産主義者との関係についての情報提供者となった。また別の会合でオッペンハイマーは共産主義を批判し、自分は「断固とした反共主義者」であると主張したが、彼の共産主義者とのつながりに対する疑念と非難は続いた。本書では、オッペンハイマーが冷戦政策の膠着状態の中で、ワシントンの政治からますます疎遠となりつつも、それでもインサイダーであり続けようとした様子が描かれている。
オッペンハイマーはルイス・ストローズにより高等研究所の所長としてのオファーを受け、そこで科学と人文科学の両方の発展に努めた。しかしオッペンハイマーが議会の公聴会でストローズに屈辱を与えたことで敵意が芽生えてしまう。復讐を企てるストローズはFBIの協力を得てオッペンハイマーの調査を開始し、彼の政治的影響力を抑えて評判を貶める運動を展開した。最終的にアイゼンハワー大統領は、オッペンハイマーと政府の接触を断絶させ、彼と機密資料の間に「障壁」を築こうとした。
この章ではキャサリンとオッペンハイマーの波瀾万丈な関係についても取り上げられており、キャサリンは非常に情熱的で激しく、一方でオッペンハイマーはより無関心であるとされている。またキティのオッペンハイマーに対する名声獲得願望についても言及されている。 

### 第V部
本書の最終章では主にオッペンハイマーの保安聴聞会とその余波について扱っている。著者たちはこの審理はルイス・ストローズにより仕組まれたカンガルー裁判であり、オッペンハイマーは意図的に屈辱を受けたと主張している。聴聞会ではオッペンハイマーの過去の行動や交友関係、水爆に関する姿勢、率直さに欠ける回答などから、彼は安全保障上の脅威にあたると結論づけられた。続いて「オッペンハイマー博士は、党員カードを持っていないという事実を除けば、あらゆる点で共産党員であった」とまとめられた。
オッペンハイマーのセキュリティ・クリアランスは剥奪され、彼は科学的殉教者、またはマッカーシズムの犠牲者として世間に認知されるようになった。バードとシャーウィンによれば、この聴聞会は科学者と政府の関係における決定的な転換点であり、アメリカの自由主義の敗北でもある。「追放された知識人」の身でありながら彼は講演、執筆、演説を続けた。オッペンハイマーはエンリコ・フェルミ賞を受賞するが、それはトリニティ実験から15年以上後のことであった。

### エピローグ
エピローグではオッペンハイマーが咽頭がんで亡くなった後の彼の家族と子供たちの人生が描かれている。フランクは理論物理学者として成功した。キティはヨット旅行を始めたが、後に塞栓症で亡くなった。オッペンハイマーの息子のピーターはニューメキシコ州に定住して家庭を築いた。娘のトニーは1977年に自殺した。

## 製作
本書以前に『破滅への道程 原爆と第二次世界大戦』を執筆していた歴史家のマーティン・J・シャーウィンは1979年にオッペンハイマーの伝記の作業を開始し、1980年3月13日に出版社のクノップと7万ドルで最初の契約を交わした。1979年から1985年にかけて彼は「彼（オッペンハイマー）の周辺にいた112人」へのインタビューを行ったが、その中には彼の友人のハーコン・シュバリエとフォーマルなインタビューを拒否した息子のピーターも含まれた。シャーウィンは「約5万ページに及ぶインタビュー、記録、手紙、日記、機密解除された書類、FBIの書類」を収集し、「彼の地下室、屋根裏部屋、事務所の無数の箱の中に保管」した。締め切りが過ぎ去っても、編集者が退職しても、シャーウィンは本書を完成させることができなかった。トーマス・パワーズは「このテーマの歴史家たち、つまり小さなゴシップ集団は、シャーウィンがオッペンハイマーの呪いの最新の犠牲者だと示唆した」と述べた。本書はシャーウィンの家族の間でジョークにされ、そこで彼は「墓場までこの本を持って行くつもりだ」と述べた。
1999年、シャーウィンは既に2冊の政治伝記を書いていた友人で作家、編集者のカイ・バードを誘い、彼が加わったことでまとまりのある読みやすい形式に落ち着いた。当初バードは断っていたが、最終的に本書の執筆に同意し、両著者はクノップと29万ドルの新契約を交わした。バードは草案を書き、それをシャーウィンが見直して書き直した。
執筆中の仮題は『Oppie』であったが、編集者に拒否された。バードの妻のスーザン・ゴールドマークは新たな題を提案し、「プロメテウス（Prometheus）…火…爆弾はこの火です。そこに『アメリカン』（American）を入れることもできる」と述べた。シャーウィンは友人のロナルド・スティールも同じ題を提案したと述べた。原爆を実現した物理学者を初めてプロメテウスに例えたのは1945年9月の『サイエンティフィック・マンスリー』であり、「現代のプロメテウスが再びオリンポス山を襲撃し、ゼウスの雷を人間のもとへ持ち帰った」と書かれた。また一部の批評家は本書の題名をメアリー・シェリーの『フランケンシュタイン』（Frankenstein; or, The Modern Prometheus）と結びつけた。

## 評価
『ボストン・グローブ』紙は本書を「原爆計画とオッペンハイマーに関する数ある書物の中でエベレストのような存在であり、超えるものも匹敵するものも無いだろう」と評した。ジャネット・マスリンは『ニューヨーク・タイムズ』紙上で「『オッペンハイマー』は彼の最も重大な決断を、彼の初期の教育と最終的な解明の両方に合致させている。それは彼の最も有害で自己矛盾に満ちた行動を深く理解させることに成功している」と評した。彼女はまた、「徹底的な検証と統合であり、その詳細さには時折圧倒される」と述べた。一方別の評者は「数学は無く、物理学もほとんど無い。1945年7月16日にニューメキシコの砂漠で実験された『ガジェット』の工学的な要素についてはほとんど触れられていない」と指摘した。
トーマス・パワーズは、『ザ・ニューヨーク・レビュー』に寄稿した数冊のオッペンハイマーの伝記の書評の中で、1979年にオッペンハイマーの伝記を書くシャーウィンが有利だったと指摘した。当時はオッペンハイマーの友人や同僚の多くが存命だったのである。パワーズは本書を、「目的が明確で、深く感じられ、説得力ある主張がなされ、形式が規律正しく、持続的な文学的力を備えて書かれている」と評し、オッペンハイマーの複雑な性格について次のように述べている:
しかしこれらのページを支配しているのは、核時代についての一般的な考えではなく、オッペンハイマーという人物である。オッペンハイマーはあらゆる複雑な面を持っており、頭脳明晰な理論家であると同時に「負け犬」でもあり、社会の底辺にいる人々にすぐに同情し、戦後は「ディーン」と「ジョージ」（ディーン・アチソンとジョージ・マーシャル）について語ってフィリップ・モリソンのような元教え子たちを苛立たせたこともある革命家であり、アルコール依存症の妻のキティを献身的に擁護しつつ息子のピーターに対する彼女のエゴに押し潰されそうな扱いには目を瞑り、サーバーのような学生の生涯の友であり、そして赤狩りの狼の群れに放り込まれたロッシ・ロマニッツ、ジョセフ・ワインバーグ、バーナード・ピーターズのような学生たちを裏切った。
フランク・A・セトルは本書を「綿密に調査された」、「これまでで最も包括的な伝記」と評した。ブラハム・ダブシェックは「最高級の学問」であると指摘した。ジョン・S・リグデンは本書を「よく書かれており、重大な誤りはほとんどない」と評し、「この価値ある本を読むことは心を掴む体験だ。心を刺激し、感情をかき立てる」と述べた。
トーマス・A・ジュリアンは本書と著者たちに批判的であり、「それに反する決定的な証拠が存在するにもかかわらず、彼らは未だに、日本は既に敗北しており、『降伏』したいと考えていたのだと主張している」と指摘し、さらに「オッペンハイマーがアメリカの原爆計画についてソ連に情報提供していたかもしれないという、旧ソ連の情報源から提供された不穏な証拠が無視されている」と述べた。

## 受賞
- 2005年全米批評家協会賞[20][21]
- 2006年ピューリッツァー賞 伝記部門[10]
- 2008年ダフ・クーパー賞[22]

## 映画化
イギリス・アメリカ合衆国の映画作家のクリストファー・ノーランは前作『TENET テネット』に出演したロバート・パティンソンから贈られたオッペンハイマーの演説本をきっかけに、2019年にオッペンハイマーの伝記映画の製作を開始した。ノーランは『オッペンハイマー』を読んでオッペンハイマーに新たに興味を持ち続け、保安聴聞会を中心として本書を基に脚本を書くことを決めた。2015年以降、映画化権はプロデューサーのJ・デヴィッド・ワーゴが所有しており、彼はノーランと共に働くことに同意した。
ノーランはシャーウィンが癌と診断されて移動できなかったためにバードと面会した。バードは撮影に先立って脚本を読んだ:
ノーランは原爆が必要であったか否かをめぐる物理学者たちの議論を非常に巧みな方法で取り上げており、広島の後でオッペンハイマーに、原爆は事実上既に敗北している敵に使われたのだと言わせている。（中略）オッペンハイマーについて何も知らない人たちは、原爆の父についての映画を見に行くのだと思ってしまう。そうではなく、この謎めいた人物と、深く謎めいた伝記的物語を見ることになる。
1億ドルの製作費をかけ、映画『オッペンハイマー』は2023年7月21日に公開され、批評的にも商業的にも成功した。ノーランは脚本と監督を務め、キリアン・マーフィーがオッペンハイマーを演じた。
ノーランは「カイとマーティンの本が存在しなかったら私はこの作品を引き受けることはなかったと思う」と述べ、またマーフィーは製作中にバードに対し、本書は「これには必読だ」と告げた。ノーランは「『オッペンハイマー』を伝記ではなく、より『スリラー、強盗映画、法廷劇』のようなものとして構想していた」と明かしている。ノーランはまたこう語っている:
私がやりたかったのは、歴史上最大の転換の絶対的な中心に座った人物の精神と体験の中に観客を連れて行くことだった。好む、好まざるにかかわらず、J・ロバート・オッペンハイマーはこれまで生きてきた中で最も重要な人物だ。彼は良くも悪くも私たちの住む世界を作った。

## 日本語版
日本語訳は、2007年にPHP研究所〈上下巻〉が、2024年に新たな解説を付してハヤカワ文庫〈上中下巻〉で刊行（電子書籍も刊）。
- カイ・バード（英語版）; マーティン・J・シャーウィン『オッペンハイマー 上 「原爆の父」と呼ばれた男の栄光と悲劇』河邉俊彦訳、PHP研究所、2007年7月19日。ISBN 978-4569692920。
- カイ・バード（英語版）; マーティン・J・シャーウィン『オッペンハイマー 下 「原爆の父」と呼ばれた男の栄光と悲劇』PHP研究所、2007年7月19日。ISBN 978-4569692937。
- カイ・バード（英語版）; マーティン・J・シャーウィン『オッペンハイマー 上 異才』山崎詩郎解説・監修、早川書房〈ハヤカワ文庫NF〉、2024年1月22日。ISBN 978-4150506056。
- カイ・バード（英語版）; マーティン・J・シャーウィン『オッペンハイマー 中 原爆』高橋昌一郎解説、ハヤカワ文庫NF、2024年1月22日。ISBN 978-4150506063。
- カイ・バード（英語版）; マーティン・J・シャーウィン『オッペンハイマー 下 贖罪』入江哲朗解説、ハヤカワ文庫NF、2024年1月22日。ISBN 978-4150506070。

## 関連文献
- Monk, Ray (2014). Robert Oppenheimer: a life inside the center (First Anchor books ed.). New York: Anchor Books. ISBN 978-0385722049[1]
  - Monk, Ray (2012). Robert Oppenheimer: A Life Inside the Center. New York; Toronto: Doubleday. ISBN 978-0-385-50407-2
  - Monk, Ray (2012). Robert Oppenheimer: A Life Inside the Center. London: Jonathan Cape/Random House. ISBN 978-0224-062626

- Thorpe, Charles (2006) (英語). Oppenheimer: The Tragic Intellect. University of Chicago Press. ISBN 978-0-226-79848-6
- McMillan, Priscilla J. (2005). The Ruin of J. Robert Oppenheimer: And the Birth of the Modern Arms Race. JHU Press. ISBN 978-1-4214-2567-2
- Bernstein, Jeremy (2004). Oppenheimer: Portrait of an Enigma. Duckworth. ISBN 978-0-7156-3330-4
- Cassidy, David C. (2004). J. Robert Oppenheimer and the American Century. Johns Hopkins University Press. ISBN 978-0-8018-9317-9
- Herken, Gregg (2002). Brotherhood of the bomb: the tangled lives and loyalties of Robert Oppenheimer, Ernest Lawrence, and Edward Teller. New York: H.Holt. ISBN 978-0-8050-6588-6
- Rhodes, Richard (1986) (English). The Making of the Atomic Bomb. Simon & Schuster. ISBN 978-0-671-65719-2
- Goodchild, Peter (1980) (英語). J. Robert Oppenheimer: Shatterer of Worlds. Houghton Mifflin. ISBN 978-0-395-30530-0
- Pharr Davis, Nuel (1968). Lawrence and Oppenheimer. Simon & Schuster